# Moringer Rosenapfel
Der Moringer Rosenapfel, auch Rose de Moringen oder Möhringer Rosen sowie verkürzt Moringer Rosen, ist eine Apfelsorte.

## Herkunft
Um 1830 wurde diese Sorte in Moringen bei Göttingen vom Oberamtsrichter von Hinüber gefunden, der ihn 1857 an Johann Georg Conrad Oberdieck weitergab, durch den die Sorte dann 1869 ausführlich beschrieben wurde.

## Baum
Der Baum wächst kräftig, bildet eine pyramidale Krone und trägt reichlich. Die Sorte eignet sich sowohl zur Erziehung als Hochstamm als auch als Buschbaum.

## Frucht
Der Moringer Rosenapfel ist mittelgroß bis groß, flachrund und leicht gerippt. Die Schale ist gelbgrün, später hellgelb, die Sonnenseite hell karminrot verwaschen und gestreift. Das Fleisch ist weiß, fein, locker, saftig, von fein-säuerlichem Geschmack. Die Reifezeit ist im Oktober. Die Früchte halten sich bis Dezember auf dem Lager.